# Lilienfeld
Lilienfeld är en stadskommun i förbundslandet Niederösterreich i Österrike. Det är huvudorten för distriktet med samma namn. Kommunen har 2 605 invånare (2024).
Kommunen består av nio orter (Ortschaften) (inom parentes invånarantal 1 januari 2024):

- Dörfl (477)
- Hintereben (30)
- Jungherrntal (41)
- Lilienfeld (361)
- Marktl (576)
- Schrambach (428)
- Stangental (644)
- Vordereben (2)
- Zögersbach (46)